# Bill Clinton
William Jefferson Clinton (født William Jefferson Blythe III 19. august 1946), kendt som Bill Clinton var USA's 42. præsident gennem to perioder (1993-2001). Med sine 46 år ved indsættelsen var Bill Clinton den tredje yngste amerikanske præsident nogensinde, kun Theodore Roosevelt og John F. Kennedy var yngre. Hans kone Hillary Clinton var meget synlig som en aktiv førstedame. Ægteparret har datteren Chelsea Clinton.
Han var medlem af det demokratiske parti, og blev valgt fem gange som guvernør for staten Arkansas. Som præsident arbejdede Clinton for nedbringelse af underskuddet på de offentlige finanser, bedre uddannelse, strengere kontrol med salg af håndvåben, samt strammere miljølovgivning. Internationalt mæglede Clinton mellem parterne i Israel-Palæstina-konflikten og i Nordirland. Blandt Clintons øvrige væsentlige udenrigspolitiske resultater er Daytonaftalen, der afsluttede borgerkrigen i Bosnien.
Clinton har besøgt København: 11. juli 1997, mens han var præsident, og i 2005, samt Frederikshavn i 2006 og Aarhus, Tórshavn og Brøndby i 2007.

## Baggrund
Clinton blev født William Jefferson Blythe II på Julia Chester Hospital, beliggende i byen Hope i Arkansas, som søn af William Jefferson Blythe Jr., der døde tre måneder før Clintons fødsel, og Virginia Kelley. Som 15-årig tog han efternavnet Clinton, da hans mor havde giftet sig med Roger Clinton Sr.
Clinton tog sin uddannelse på Georgetown University, hvor han fik en videnskabsbachelor i 1965. Efterfølgende vandt han et stipendium til Oxford University, hvor han gik fra 1968 til 1971. Efterfølgende forlod han Oxford inden han nåede at bestå, da han fik muligheden for at studere jura på Yale, hvor han mødte sin senere ægtefælle Hillary.

## Kontroverser

### Whitewater-skandalen
Whitewater-skandalen (i USA ofte kun kaldet "Whitewater") stillede spørgsmål ved Bill og Hillary Clinton og deres medejere i Whitewater Development Corporation, Jim og Susan McDougal. Det drejede sig om et fejlslået forretningseventyr i 1970/80'erne, der indebar opkøb af omkring 920 mål uudviklet fast ejendom på sydsiden af White River i det nordøstlige Arkansas. Her skulle der bygges sommerhuse for salg med god fortjeneste. Men området var ret utilgængeligt og hyppigt oversvømmet af White River. Dertil skød renten i vejret, og folk havde ikke mere råd til at lånefinansiere sommerhuse. Angiveligt tabte Clintons US$ 46.000 på projektet. Kort tid efter blev Bill Clinton valgt til guvernør i Arkansas. I de følgende år var Jim McDougal involveret i en række tvivlsomme forretningsprojekter, der påførte ham store tab, og han døde i fængsel i 1998. Hovedanklagen mod Clinton i Whitewater-sagen var en påstand fremlagt af tidligere dommer David Hale, det fastholdt, at Clinton i 1986 havde opmuntret ham til at optage et lovstridigt, regeringsfinansieret lån på US$ 300.000. Lånet blev aldrig tilbagebetalt, og anklagerne mente, at en del var brugt til at holde McDougals Whitewater Development Corporation gående. Clinton-parret havde beholdt sin andel i håb om bedre tider. Da Jim McDougal stod for retten, benægtede præsident Clinton på videotape at have nogen andel i eller kendskab til Hales lån til Susan McDougal.

#### Efterforskning - Paula Jones og Monica Lewinsky
Men det var vedvarende mistanke om, at Clintons faktisk havde gjort sig skyldige i uloveligheder. Af denne grund blev juristen Kenneth Starr i 1994 sat til at undersøge sagen.
William Safire i New York Times kaldte i januar 1996 Hillary Clinton "en født løgner". Under efterforskningen fremkom videre beskyldninger mod præsidenten for seksuel chikane fra kontorassistenten Paula Jones i Arkansas. Hun anlagde sag mod Clinton, men tabte, da dommer Susan Webber Wright fastslog, at hændelsen, hvis den havde fundet sted, ikke kunne kaldes et seksuelt overgreb, og at Jones ikke havde fremlagt bevis for at være blevet udsat for gengældelse på sin arbejdsplads for at have afvist guvernør Clinton. Paula Jones' jurister påklagede dommen, og parterne indgik et forlig, hvorved Jones modtog US$ 850.000 (hvoraf det hele, bortset fra US$ 200.000, gik til at betale for juridisk bistand) - men Clinton indrømmede aldrig at have gjort noget forkert.
Under efterforskningen af Whitewater-sagen afsløredes en affære mellem Clinton og en ung kvinde, som havde arbejdet i Det hvide hus, Monica Lewinsky. Forholdet mellem Clinton og Lewinsky pågik i 18 måneder fra november 1995. I januar 1998 benægtede Clinton forholdet, men i august samme år indrømmede han at have haft "et upassende forhold" til pigen. Kenneth Starr fremlagde i september 1998 en rapport for Kongressen om sagen. I Kongressen blev 19. december konkluderet med, at præsidenten havde løjet om forholdet under ed, og at det var grundlag nok til at rejse en rigsrettiltale mod ham. Sagen blev videresendt til senatet, hvor han blev frikendt ved afstemning efter en fem ugers retssag.
Sagen fik ingen personlige følger for Clinton, der tværtimod fik forøget opslutning på meningsmålingrene. Derimod sad Monica Lewinsky tilbage med et ødelagt liv langt frem i tid, hvad Clinton senere har beklaget. Whitewater- og Lewinsky-sagerne blev en betydelig belastning for USAs politiske system, fordi sagerne lagde beslag på de folkevalgtes tid, og dertil gjorde landet til grin internationalt. I 2002 kom en afsluttende rapport om Whitewater fra specialefterforsker Robert Ray, som konkluderede med, at der ikke forelå noget grundlag for straffeforfølgelse af præsident Clinton. Byggeprojektet havde været en ret lurvet affære, og Clinton kom under mistanke, fordi han havde investeret og tabt penge på det. Specialefterforsker-embedet var blevet oprettet efter Watergate-skandalen i Richard Nixons tid.

#### Anklager om seksuel chikane og voldtægt
Denne type anklager rettet mod Bill Clinton fremkom flere gange, og rygterne gik. Paula Jones hævdede, at han havde blottet sig for hende i 1991, og Kathleen Willey fastholdt, at Clinton havde været nærgående mod hende i Det hvide hus i 1993. Den alvorligste anklage kom fra sygeplejersken Juanita Broaddrick, der har fastholdt, at Clinton voldtog hende på et hotelværelse i Little Rock under valgkampen i 1978. Broaddrick havde i sin fritid støttet Clintons kandidatur, og han havde besøgt plejehjemmet, hvor hun var ansat. Under overfaldet skal han have bidt hende i overlæben, da hun råbte om hjælp. "Du må hellere komme noget is på det der," skal han have sagt, da han tog sine solbriller på og forlod værelset. Broaddricks kollega Norma Rogers kom snart til og fandt fru Broaddrick grædende med en blå overlæbe. Bill Clinton benægtede historien gennem sin sagfører i 1999. Han har ikke selv villet udtale sig om den. Først 6. januar 2016 fik Juanita Broadrick som 73-årig sit barnebarn til at hjælpe sig med at fortælle det på Twitter, efter at Hillary Clinton havde bedt kvinder om at stå frem: "I was 35 years old when Bill Clinton, Arkansas Attorney General raped me, and Hillary tried to silence me. I am now 73...it never goes away." Hun sendte senere en opfølger ud på Twitter: "Hvorfor jeg støttede præsident Trump? Jeg blev voldtaget af Bill Clinton og truet af Hillary Clinton. Jeg støttede den eneste, jeg mente havde chance til at blokere min overfaldsmand og hans støttespiller fra at komme tilbage til magten i Det Hvide Hus." Også Ronan Farrow har trådt til med støtte for fru Broaddrick, mens Hillary Clintons netside fjernede opfordringen til at tro på alle kvinder, der fremsætter beskyldninger om seksuelle overfald.

### Velfærdsreformen
Clintons underskrift på republikanernes velfærdsreform i 1996 var især rettet mod enlige mødre, idet han ville gøre "slut på bistandshjælp, som vi kender den". Reformen sparkede 4 millioner amerikanske kvinder ud på arbejdsmarkedet, uden at stille spørgsmål ved deres helbred, tilsyn med deres børn, eller hvordan de skulle komme til og fra en arbejdsplads. Barbara Ehrenreichs undersøgelser af, hvad reformen indebar for de kvinder, resulterede i hendes bog Nickel and Dimed. I Tennessee døde tre spædbørn som følge af utilstrækkelig pasning, mens mødrene var tvunget til at forlade dem for at gå på arbejde.